# Ahmed al-Mirghani
Ahmed al-Mirghani (en arabe أحمد الميرغني), né le 16 août 1941 à Khartoum et mort le 2 novembre 2008 à Alexandrie, en Égypte, est un homme d'État soudanais, président du Conseil suprême (chef de l'État) du 6 mai 1986 au 30 juin 1989.

## Biographie
Ahmed al-Mirghani est le descendant de la famille Mirghani du Soudan et l'arrière-arrière-petit-fils de Muhammad Othman al-Mirghani al-Khatim. Diplômé de l'université de Londres, il devient une personnalité importante en participant au gouvernement transitoire civil d'Abdel Rahman Swar al-Dahab en 1985. Il est membre du Parti démocratique unioniste.
Le 6 mai 1986, il est élu comme président du Conseil de souveraineté, chef de l'État, par l'Assemblée constituante. Au cours de sa présidence, il est à l'initiative d'un accord de paix historique signé en novembre 1988 et négocié par le DUP et le MPLS à Addis-Abeba. La nation entière a soutenu cet accord à l'exception du Front national islamique dirigé par Hassan al-Tourabi. 
Il est destitué le 30 juin 1989, date à laquelle le gouvernement démocratiquement élu est renversé par un coup d'État militaire dirigé par Omar el-Béchir.